# Sabine (Watt)
Pour les articles homonymes, voir Sabine.
Sabine est un tableau réalisé par la peintre britannique Alison Watt en 2000. De format carré, cette huile sur toile est une nature morte exécutée de façon hyperréaliste et s'approchant ainsi du trompe-l'œil. Elle représente une étoffe blanche formant un pli dans le quart supérieur droit de la composition picturale. L'œuvre fait partie d'une série du nom de Shift qu'a inspirée la sensualité des drapés féminins chez Jean-Auguste-Dominique Ingres. Achetée en 2001, elle est conservée à la Scottish National Gallery of Modern Art, à Édimbourg.